# Ichneumon pendula
Ichneumon pendula là một loài tò vò trong họ Ichneumonidae.